# Paul Du Bois
Paul Du Bois (ook geschreven als Paul Dubois) (Aywaille, 23 september 1859 – Ukkel, 12 augustus 1938) was een Belgisch beeldhouwer en medailleur. Zijn werk wordt gerekend tot de art-nouveau-stijl. Hij was een van de elf oorspronkelijke oprichters van Les XX.

## Biografie
Du Bois was een leerling van Louis François Lefebvre, Eugène Simonis en Charles Van der Stappen. Hij studeerde van 1877 tot 1883 aan de Koninklijke Academie voor Schone Kunsten van Brussel. In 1884 won hij de Godecharleprijs voor zijn standbeeld Hippomène. Du Bois was tegen het einde van de negentiende eeuw als kunstenaar actief in de moderne bewegingen binnen de artistieke expressie in België. Hij was een van de stichtende leden van de Brusselse avant-garde groep Les XX.
Na de eeuwwisseling werd hij professor aan de Academies van Bergen (1900-29), als opvolger van Charles Van Oemberg, en Brussel (1901-29)

## Werken
Du Bois maakte diverse portretbustes, kleine sculpturen, medailles, grotere openbare monumenten en grafsculpturen en werkte daarbij vaak in opdracht. Een bijzonder beeld dat De Bois maakte was Minerva (ook bekend als de Vrijheid) uit 1902 . Het werk bevindt zich in het Museum van de Stad Brussel en bestaat uit diverse kostbare materialen waaronder, ivoor, zilver en koper. Het wordt niet alleen gezien als een uiting van het art-nouveau maar ook als voorbeeld van het symbolisme.
Enkele voorbeelden van zijn openbare werken zijn:
- Monument ter ere van Frédéric de Merode (1898) op het martelaarsplein in Brussel
- De vier elementen (1889) in de Kruidtuin

Een bekend voorbeeld van zijn werk als medailleur is zijn ontwerp uit 1919 voor de Overwinningsmedaille van België die aan de veteranen werd uitgereikt na de Eerste Wereldoorlog.
De Koninklijke Musea voor Schone Kunsten van België hebben diverse beelden van Du Bois in hun collectie.

## Galerij

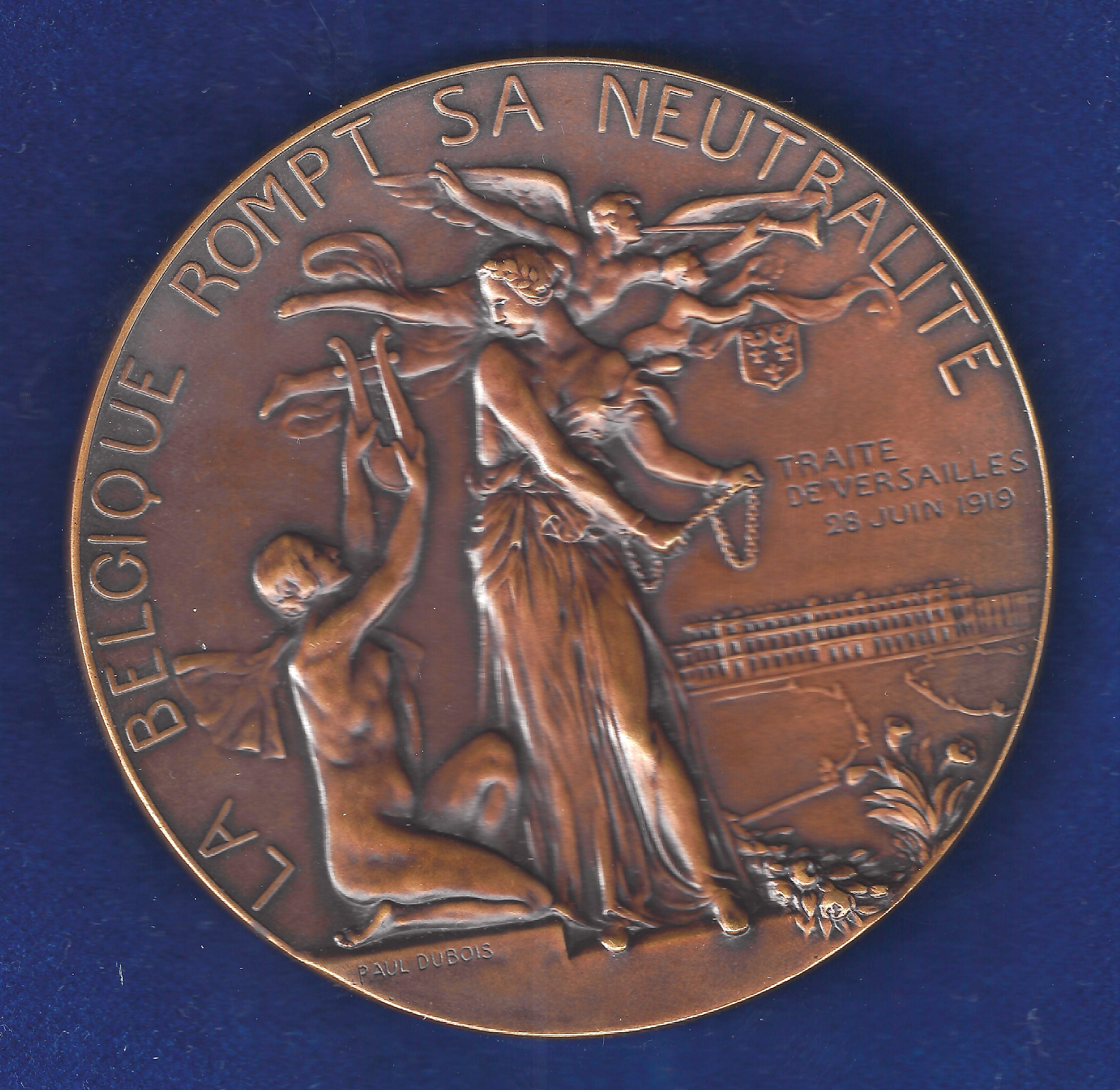
Medaille Bezetting van het Rijnland (1919)
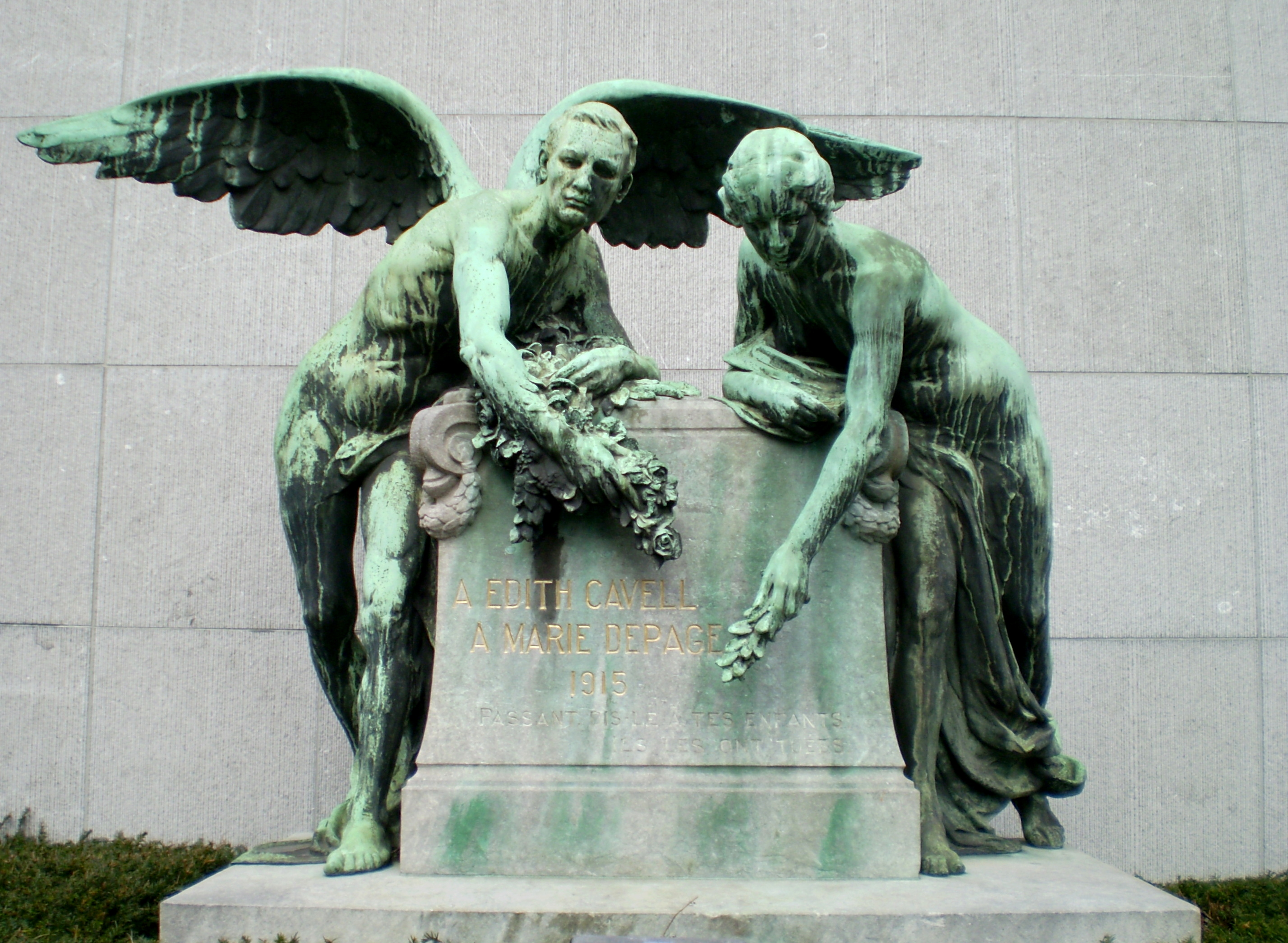
Monument Edith Cavell
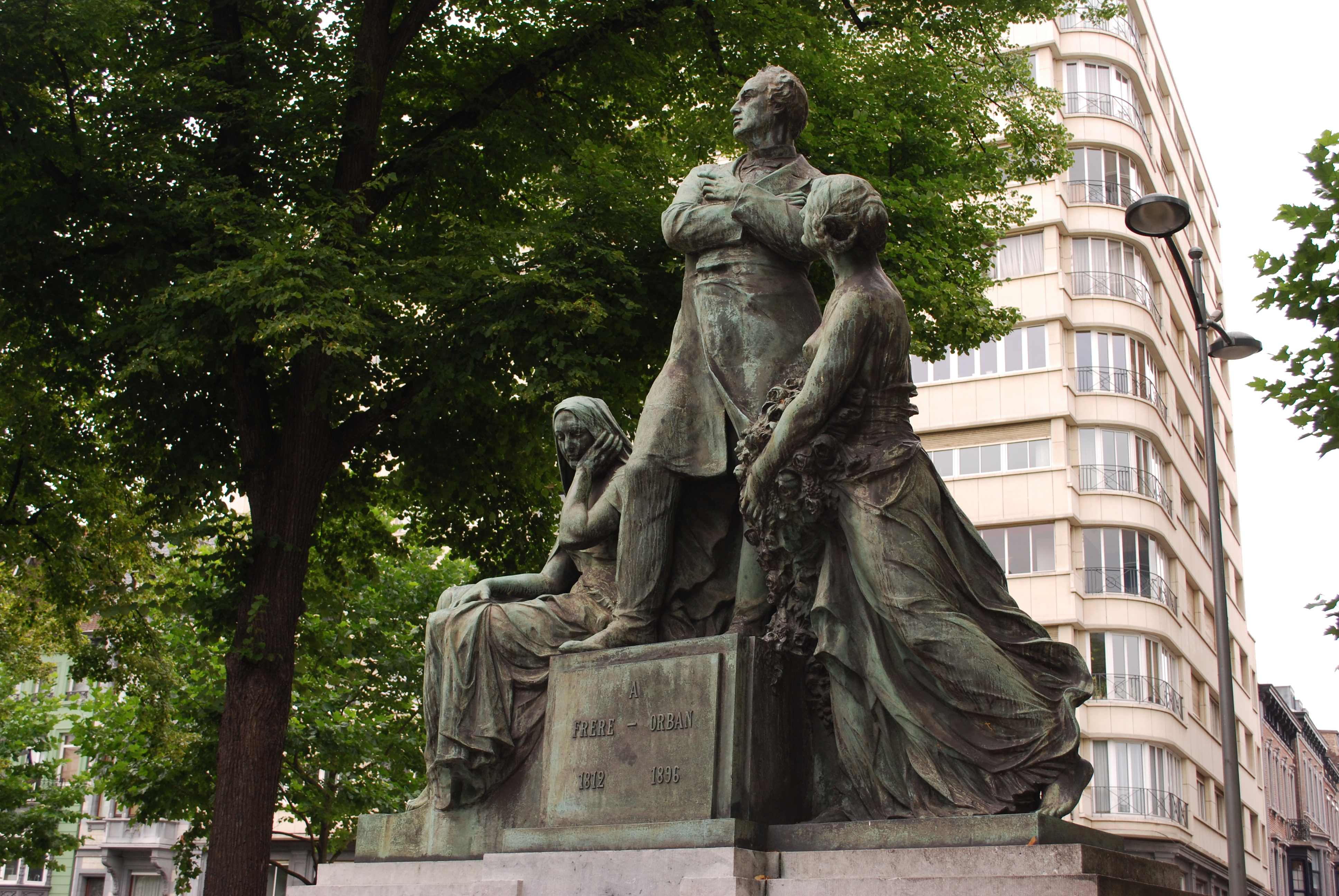
Monument Walthère Frère-Orban
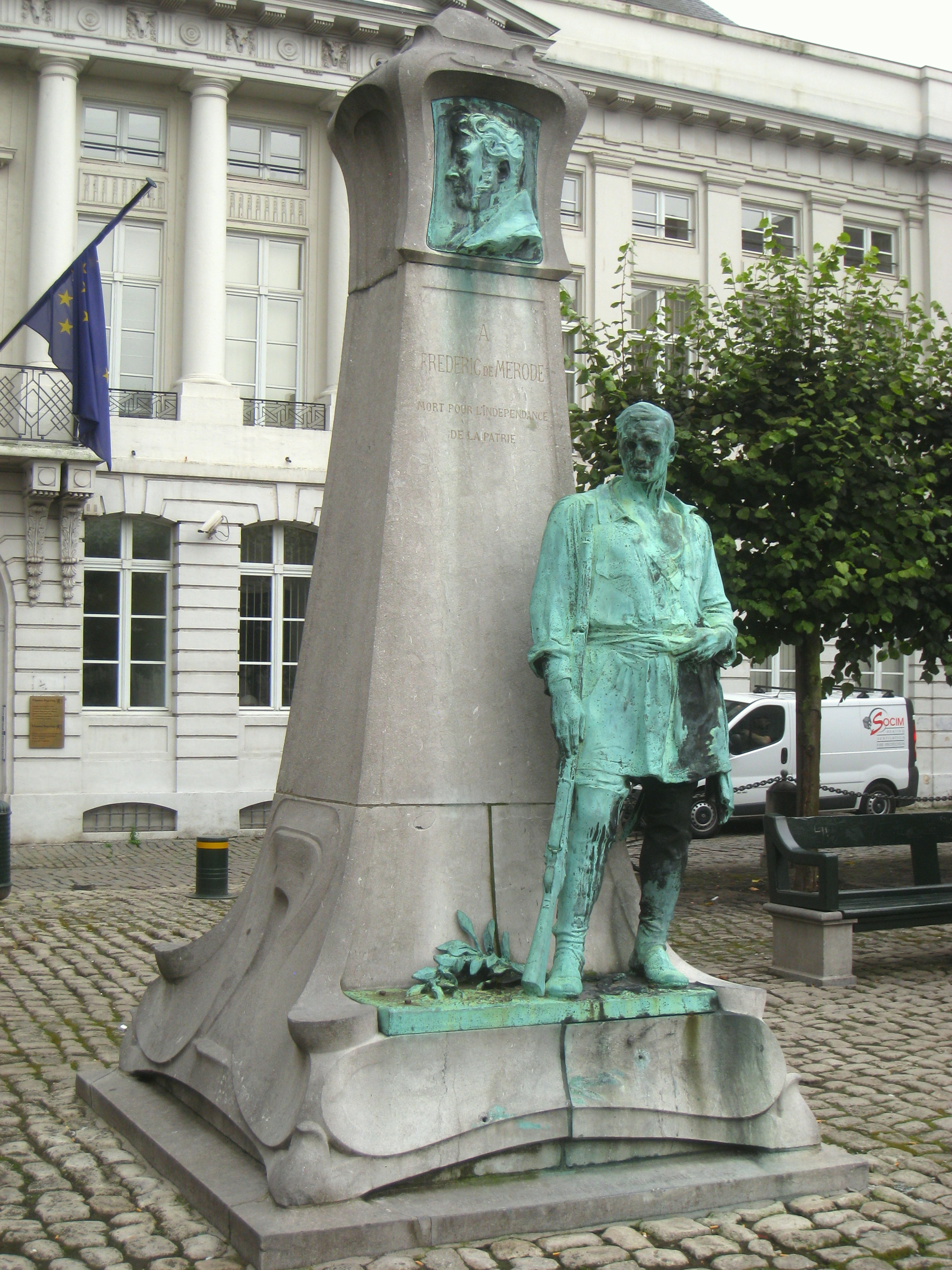
Monument Frédéric de Mérode